# Primera División de España 1984-85
La temporada 1984/85 de la Primera División de España de fútbol corresponde a la 54.ª edición del campeonato. Se disputó entre el 1 de septiembre de 1984 y el 21 de abril de 1985. 
El Fútbol Club Barcelona se proclamó campeón, once años después, sumando su décimo entorchado. Los azulgranas igualaron el récord de puntuación establecido cinco años antes por el Real Madrid con 53 puntos.
La temporada estuvo marcada por una huelga de futbolistas, convocada por la AFE (Asociación de Futbolistas Españoles), que obligó a los equipos a alinear a jugadores no profesionales -juveniles y amateurs- en la segunda jornada, mientras que la tercera fue aplazada.

## Clubes participantes y estadios
Tomaron parte en la competición de dieciocho equipos. El Racing de Santander, Hércules de Alicante Club de Fútbol y el Elche CF reemplazaron al Cádiz CF, RCD Mallorca y UD Salamanca, descendidos a Segunda División.
| Equipo                        | Ciudad        | Estadio               |
| ----------------------------- | ------------- | --------------------- |
| Athletic Club                 | Bilbao        | San Mamés             |
| Club Atlético de Madrid       | Madrid        | Vicente Calderón      |
| Futbol Club Barcelona         | Barcelona     | Camp Nou              |
| Real Betis Balompié           | Sevilla       | Benito Villamarín     |
| Elche Club de Fútbol          | Elche         | Martínez Valero       |
| Real Club Deportivo Español   | Barcelona     | Sarriá                |
| Hércules Club de Fútbol       | Alicante      | José Rico Pérez       |
| Club Deportivo Málaga         | Málaga        | La Rosaleda           |
| Real Murcia Club de Fútbol    | Murcia        | La Condomina          |
| Club Atlético Osasuna         | Pamplona      | El Sadar              |
| Real Madrid Club de Fútbol    | Madrid        | Santiago Bernabéu     |
| Real Racing Club de Santander | Santander     | El Sardinero          |
| Real Sociedad de Fútbol       | San Sebastián | Atocha                |
| Sevilla Fútbol Club           | Sevilla       | Ramón Sánchez Pizjuán |
| Real Sporting de Gijón        | Gijón         | El Molinón            |
| Valencia Club de Fútbol       | Valencia      | Luis Casanova         |
| Real Valladolid Deportivo     | Valladolid    | Nuevo José Zorrilla   |
| Real Zaragoza Club Deportivo  | Zaragoza      | La Romareda           |

## Sistema de competición
El torneo fue organizado por primera vez en la historia, por la recién creada Liga de Fútbol Profesional (LFP). La Real Federación Española de Fútbol, mantuvo la responsabilidad de designar a los árbitros de cada encuentro y las medidas disciplinarias, atribuciones vigentes también en la actualidad.
Como en temporadas precedentes, tomaron parte dieciocho equipos, encuadrados en un grupo único. Siguiendo un sistema de liga, se enfrentaron todos contra todos en dos ocasiones -una en campo propio y otra en campo contrario- durante un total de 34 jornadas. El orden de los encuentros se decidió por sorteo antes de empezar la competición.
El ganador de un partido obtuvo dos puntos, el perdedor no sumó puntos, y en caso de un empate hubo un punto para cada equipo. 

### Efectos de la clasificación
El equipo que más puntos acumuló al final del campeonato fue proclamado campeón de liga y obtuvo el derecho automático a participar en la siguiente edición de la Copa de Europa. Los equipos que finalizaron entre el segundo y cuarto puesto obtuvieron el derecho a participar en la próxima edición de la Copa de la UEFA. Por su parte, el campeón de la Copa del Rey participó en la Recopa de Europa. Dado que los equipos sólo podían disputar una competición organizada por la UEFA cada temporada, en caso de conseguir el acceso a más de un torneo europeo sólo accedían al de mayor categoría -siendo considerado en primer lugar la Copa de Europa y, en segundo, la Recopa-, cediendo la otra plaza al equipo con mejor clasificación en la liga o la Copa del Rey.
Por otra parte, los tres últimos clasificados descendieron a Segunda División, siendo reemplazados la próxima temporada por los tres primeros clasificados de esta categoría.

### Desarrollo del campeonato
Tras más de una década de intentos frustrados y cuatro seguidos de triunfo vasco, llegó el turno del Barcelona. El equipo azulgrana conquistó una liga que dominó con abrumadura superioridad y que comenzó con una goleada en el Bernabéu por 0-3. Los de Venables fueron líderes toda la temporada y sentenciaron el título en Zorrilla, donde ganaron por 1-2 faltando cuatro jornadas para el final.

## Clasificación
| Pos. | Equipo                | Pts. | PJ | G  | E  | P  | GF | GC | Dif. | Clasificación                   |
| ---- | --------------------- | ---- | -- | -- | -- | -- | -- | -- | ---- | ------------------------------- |
| 1    | F. C. Barcelona (C)   | 53   | 34 | 21 | 11 | 2  | 69 | 25 | +44  | Clasifica a la Copa de Europa   |
| 2    | Atlético de Madrid    | 43   | 34 | 16 | 11 | 7  | 51 | 28 | +23  | Clasifica a la Recopa de Europa |
| 3    | Athletic Club         | 41   | 34 | 13 | 15 | 6  | 39 | 26 | +13  | Clasifica a la Copa de la UEFA  |
| 4    | Sporting de Gijón     | 41   | 34 | 13 | 15 | 6  | 34 | 23 | +11  | Clasifica a la Copa de la UEFA  |
| 5    | Real Madrid C. F.     | 36   | 34 | 13 | 10 | 11 | 46 | 36 | +10  | Clasifica a la Copa de la UEFA  |
| 6    | C. A. Osasuna         | 34   | 34 | 13 | 8  | 13 | 38 | 38 | 0    | Clasifica a la Copa de la UEFA  |
| 7    | Real Sociedad         | 34   | 34 | 11 | 12 | 11 | 41 | 33 | +8   |                                 |
| 8    | R. C. D. Español      | 34   | 34 | 11 | 12 | 11 | 40 | 44 | −4   |                                 |
| 9    | Valencia C. F.        | 33   | 34 | 9  | 15 | 10 | 40 | 37 | +3   |                                 |
| 10   | Real Zaragoza         | 33   | 34 | 11 | 11 | 12 | 39 | 39 | 0    |                                 |
| 11   | Racing de Santander   | 32   | 34 | 10 | 12 | 12 | 27 | 34 | −7   |                                 |
| 12   | Sevilla F. C.         | 31   | 34 | 10 | 11 | 13 | 29 | 41 | −12  |                                 |
| 13   | Real Valladolid       | 30   | 34 | 7  | 16 | 11 | 39 | 45 | −6   |                                 |
| 14   | Real Betis            | 30   | 34 | 11 | 8  | 15 | 37 | 43 | −6   |                                 |
| 15   | Hércules C. F.        | 30   | 34 | 9  | 12 | 13 | 28 | 45 | −17  |                                 |
| 16   | C. D. Málaga (D)      | 29   | 34 | 7  | 15 | 12 | 23 | 36 | −13  | Descenso a Segunda División     |
| 17   | Elche C. F. (D)       | 26   | 34 | 6  | 14 | 14 | 18 | 37 | −19  | Descenso a Segunda División     |
| 18   | Real Murcia C. F. (D) | 22   | 34 | 6  | 10 | 18 | 24 | 52 | −28  | Descenso a Segunda División     |

 Fuente: BDFutbol
Criterios de clasificación: Puntos · Diferencia de goles · Goles a favor · Play-off
Notas:
1. ↑  El Real Madrid se clasificó para la Copa de la UEFA por ser el vigente campeón del torneo.

### Ascensos y descensos
- Descensos: Real Murcia, Elche y Málaga.

- Ascensos: Celta de Vigo, Las Palmas y Cádiz.

### Evolución de la clasificación
| Equipo / Jornada    | 1  | 2  | 3  | 4  | 5  | 6  | 7  | 8  | 9  | 10 | 11 | 12 | 13 | 14 | 15 | 16 | 17 | 18 | 19 | 20 | 21 | 22 | 23 | 24 | 25 | 26 | 27 | 28 | 29 | 30 | 31 | 32 | 33 | 34 |
| Equipo / Jornada    |    |    |    |    |    |    |    |    |    |    |    |    |    |    |    |    |    |    |    |    |    |    |    |    |    |    |    |    |    |    |    |    |    |    |
| ------------------- | -- | -- | -- | -- | -- | -- | -- | -- | -- | -- | -- | -- | -- | -- | -- | -- | -- | -- | -- | -- | -- | -- | -- | -- | -- | -- | -- | -- | -- | -- | -- | -- | -- | -- |
| Barcelona           | 1  | 1  | 1  | 1  | 1  | 1  | 1  | 1  | 1  | 1  | 1  | 1  | 1  | 1  | 1  | 1  | 1  | 1  | 1  | 1  | 1  | 1  | 1  | 1  | 1  | 1  | 1  | 1  | 1  | 1  | 1  | 1  | 1  | 1  |
| Atlético de Madrid  | 11 | 5  | 3  | 4  | 4  | 3  | 3  | 5  | 3  | 4  | 4  | 4  | 4  | 4  | 6  | 6  | 4  | 5  | 3  | 3  | 2  | 2  | 2  | 2  | 2  | 2  | 2  | 2  | 2  | 2  | 2  | 2  | 2  | 2  |
| Athletic Club       | 8  | 14 | 10 | 13 | 12 | 15 | 15 | 13 | 8  | 9  | 9  | 9  | 9  | 9  | 9  | 8  | 10 | 9  | 9  | 6  | 8  | 9  | 10 | 8  | 8  | 7  | 6  | 5  | 4  | 4  | 5  | 4  | 4  | 3  |
| Sporting de Gijón   | 13 | 11 | 8  | 8  | 5  | 5  | 6  | 4  | 7  | 5  | 5  | 5  | 5  | 5  | 7  | 7  | 7  | 6  | 7  | 9  | 7  | 6  | 6  | 4  | 3  | 3  | 3  | 3  | 3  | 3  | 3  | 3  | 3  | 4  |
| Real Madrid         | 18 | 13 | 15 | 12 | 9  | 8  | 9  | 6  | 5  | 3  | 3  | 3  | 2  | 2  | 2  | 2  | 2  | 2  | 2  | 2  | 3  | 3  | 3  | 3  | 5  | 4  | 4  | 4  | 5  | 5  | 4  | 5  | 5  | 5  |
| Osasuna             | 2  | 10 | 9  | 9  | 11 | 7  | 5  | 7  | 6  | 8  | 12 | 15 | 10 | 10 | 13 | 14 | 11 | 11 | 12 | 11 | 11 | 12 | 13 | 12 | 11 | 11 | 11 | 10 | 8  | 9  | 8  | 7  | 9  | 6  |
| Real Sociedad       | 10 | 12 | 14 | 11 | 14 | 13 | 13 | 14 | 10 | 7  | 7  | 7  | 7  | 7  | 4  | 3  | 5  | 8  | 5  | 5  | 6  | 7  | 5  | 6  | 6  | 6  | 5  | 6  | 7  | 6  | 7  | 6  | 6  | 7  |
| Espanyol            | 12 | 15 | 16 | 17 | 18 | 16 | 16 | 11 | 11 | 14 | 11 | 10 | 15 | 15 | 16 | 16 | 16 | 16 | 15 | 15 | 15 | 15 | 15 | 15 | 15 | 14 | 12 | 11 | 9  | 7  | 6  | 8  | 10 | 8  |
| Valencia            | 6  | 2  | 6  | 3  | 3  | 2  | 2  | 2  | 2  | 2  | 2  | 2  | 3  | 3  | 3  | 5  | 3  | 3  | 4  | 4  | 4  | 4  | 4  | 5  | 4  | 5  | 7  | 7  | 10 | 11 | 11 | 11 | 7  | 9  |
| Real Zaragoza       | 16 | 18 | 17 | 14 | 16 | 18 | 17 | 17 | 17 | 16 | 14 | 12 | 14 | 14 | 11 | 12 | 13 | 13 | 13 | 12 | 12 | 11 | 8  | 7  | 7  | 8  | 8  | 8  | 11 | 12 | 12 | 12 | 8  | 10 |
| Racing de Santander | 5  | 8  | 12 | 16 | 10 | 14 | 14 | 16 | 16 | 12 | 13 | 11 | 12 | 12 | 14 | 11 | 12 | 12 | 10 | 10 | 10 | 8  | 11 | 10 | 9  | 10 | 10 | 9  | 6  | 8  | 9  | 9  | 11 | 11 |
| Sevilla             | 3  | 3  | 2  | 2  | 2  | 4  | 4  | 3  | 4  | 6  | 6  | 6  | 6  | 6  | 8  | 10 | 8  | 7  | 8  | 7  | 5  | 5  | 7  | 9  | 10 | 9  | 9  | 12 | 12 | 10 | 10 | 10 | 12 | 12 |
| Real Valladolid     | 7  | 6  | 7  | 5  | 8  | 9  | 10 | 12 | 15 | 15 | 15 | 14 | 16 | 11 | 10 | 13 | 14 | 14 | 14 | 14 | 14 | 14 | 14 | 14 | 14 | 15 | 14 | 13 | 13 | 13 | 14 | 13 | 14 | 13 |
| Real Betis          | 9  | 7  | 5  | 6  | 6  | 6  | 7  | 8  | 12 | 11 | 8  | 8  | 8  | 8  | 5  | 4  | 6  | 4  | 6  | 8  | 9  | 10 | 9  | 11 | 12 | 13 | 15 | 15 | 16 | 16 | 16 | 14 | 13 | 14 |
| Hércules            | 4  | 4  | 4  | 7  | 7  | 10 | 8  | 10 | 9  | 10 | 10 | 13 | 11 | 16 | 15 | 15 | 15 | 15 | 16 | 16 | 16 | 16 | 16 | 16 | 16 | 16 | 16 | 16 | 15 | 15 | 15 | 16 | 16 | 15 |
| Málaga              | 14 | 9  | 13 | 10 | 13 | 12 | 12 | 9  | 13 | 13 | 16 | 16 | 13 | 13 | 12 | 9  | 9  | 10 | 11 | 13 | 13 | 13 | 12 | 13 | 13 | 12 | 13 | 14 | 14 | 14 | 13 | 15 | 15 | 16 |
| Elche               | 15 | 16 | 18 | 18 | 15 | 11 | 11 | 15 | 14 | 17 | 17 | 17 | 17 | 17 | 17 | 17 | 17 | 17 | 17 | 18 | 18 | 18 | 17 | 17 | 17 | 17 | 17 | 17 | 17 | 17 | 17 | 17 | 17 | 17 |
| Real Murcia         | 17 | 17 | 11 | 15 | 17 | 17 | 18 | 18 | 18 | 18 | 18 | 18 | 18 | 18 | 18 | 18 | 18 | 18 | 18 | 17 | 17 | 17 | 18 | 18 | 18 | 18 | 18 | 18 | 18 | 18 | 18 | 18 | 18 | 18 |

## Cuadro de resultados
| Local \ Visitante   | ATH | ATM | BAR | BET | ELC | ESP | HER | MAL | MUR | OSA | RAC | RMA | RSO | SEV | SPO | VAL | VLD | ZAR |
| ------------------- | --- | --- | --- | --- | --- | --- | --- | --- | --- | --- | --- | --- | --- | --- | --- | --- | --- | --- |
| Athletic Club       | —   | 2–2 | 1–0 | 1–1 | 0–0 | 2–1 | 4–1 | 4–1 | 1–0 | 5–0 | 1–0 | 0–0 | 1–1 | 0–0 | 2–0 | 3–2 | 1–1 | 0–3 |
| Atlético de Madrid  | 0–0 | —   | 1–2 | 2–0 | 1–0 | 2–2 | 1–0 | 3–0 | 2–1 | 3–0 | 2–1 | 0–1 | 2–1 | 1–1 | 0–0 | 2–3 | 2–0 | 0–1 |
| F. C. Barcelona     | 0–0 | 2–2 | —   | 4–0 | 4–0 | 1–0 | 2–0 | 1–0 | 6–0 | 2–0 | 2–0 | 3–2 | 1–1 | 3–1 | 2–0 | 1–1 | 4–2 | 4–0 |
| Real Betis          | 0–2 | 0–1 | 1–2 | —   | 2–0 | 3–1 | 1–0 | 0–1 | 0–2 | 3–1 | 1–2 | 4–1 | 0–0 | 1–2 | 1–2 | 1–3 | 1–1 | 2–0 |
| Elche C. F.         | 1–0 | 1–0 | 0–0 | 2–1 | —   | 0–3 | 2–0 | 1–1 | 0–0 | 0–0 | 2–0 | 0–1 | 1–1 | 0–0 | 0–0 | 0–1 | 1–1 | 0–0 |
| R. C. D. Español    | 1–0 | 0–0 | 0–0 | 0–1 | 1–0 | —   | 2–2 | 0–0 | 1–0 | 1–0 | 5–0 | 2–0 | 1–3 | 1–0 | 2–2 | 3–2 | 2–2 | 3–2 |
| Hércules C. F.      | 0–0 | 1–3 | 1–0 | 2–2 | 1–0 | 0–0 | —   | 1–1 | 2–1 | 1–1 | 2–0 | 2–2 | 0–0 | 0–0 | 1–1 | 2–0 | 2–1 | 0–0 |
| C. D. Málaga        | 0–1 | 1–0 | 1–2 | 1–1 | 0–0 | 1–1 | 1–1 | —   | 0–0 | 2–1 | 2–0 | 1–1 | 1–3 | 0–1 | 0–0 | 0–0 | 3–1 | 2–0 |
| Real Murcia C. F.   | 0–0 | 0–1 | 1–1 | 0–1 | 2–1 | 1–0 | 0–2 | 4–0 | —   | 0–0 | 3–1 | 0–1 | 2–2 | 2–0 | 0–3 | 0–3 | 1–2 | 0–3 |
| C. A. Osasuna       | 1–2 | 0–0 | 1–2 | 1–2 | 2–2 | 5–0 | 2–1 | 1–0 | 2–0 | —   | 0–0 | 1–0 | 1–0 | 4–0 | 0–0 | 2–0 | 3–0 | 0–1 |
| Racing de Santander | 1–0 | 1–2 | 0–0 | 1–1 | 2–0 | 1–3 | 2–0 | 2–0 | 2–2 | 5–0 | —   | 0–0 | 1–0 | 1–0 | 1–0 | 1–1 | 1–0 | 1–1 |
| Real Madrid C. F.   | 2–2 | 0–4 | 0–3 | 3–2 | 6–1 | 4–1 | 0–1 | 0–0 | 5–0 | 1–0 | 3–0 | —   | 1–1 | 1–2 | 0–0 | 1–0 | 2–0 | 1–2 |
| Real Sociedad       | 1–2 | 0–4 | 0–0 | 0–1 | 2–0 | 2–0 | 4–0 | 0–1 | 4–0 | 0–2 | 0–0 | 0–3 | —   | 5–1 | 0–0 | 4–1 | 0–0 | 2–1 |
| Sevilla F. C.       | 3–0 | 2–4 | 2–2 | 1–0 | 1–1 | 0–0 | 2–0 | 2–0 | 0–0 | 1–2 | 0–0 | 1–0 | 0–1 | —   | 0–1 | 0–0 | 0–2 | 2–1 |
| Sporting de Gijón   | 1–1 | 2–1 | 2–2 | 1–1 | 2–0 | 1–0 | 4–0 | 2–0 | 1–0 | 1–0 | 0–0 | 1–1 | 1–0 | 2–0 | —   | 1–1 | 1–3 | 0–2 |
| Valencia C. F.      | 1–1 | 0–0 | 2–5 | 0–1 | 0–0 | 5–1 | 3–0 | 1–1 | 1–1 | 0–0 | 0–0 | 1–0 | 2–0 | 0–0 | 0–2 | —   | 0–0 | 4–1 |
| Real Valladolid     | 0–0 | 2–2 | 1–2 | 3–1 | 1–2 | 1–1 | 3–1 | 1–1 | 1–1 | 2–3 | 1–0 | 1–1 | 1–1 | 2–3 | 0–0 | 1–0 | —   | 1–1 |
| Real Zaragoza       | 1–0 | 1–1 | 2–4 | 0–0 | 1–0 | 1–1 | 0–1 | 0–0 | 3–0 | 1–2 | 0–0 | 0–2 | 1–2 | 4–1 | 2–0 | 2–2 | 1–1 | —   |

## Máximo goleador (Trofeo Pichichi)
Hugo Sánchez logró esta temporada el primero de sus cinco Trofeos Pichichi como máximo goleador del campeonato. El macho fue el tercer jugador atlético, tras Gárate y Luis, en lograr el premio del Diario Marca y el primer mexicano -y hasta la fecha único- en conseguirlo.

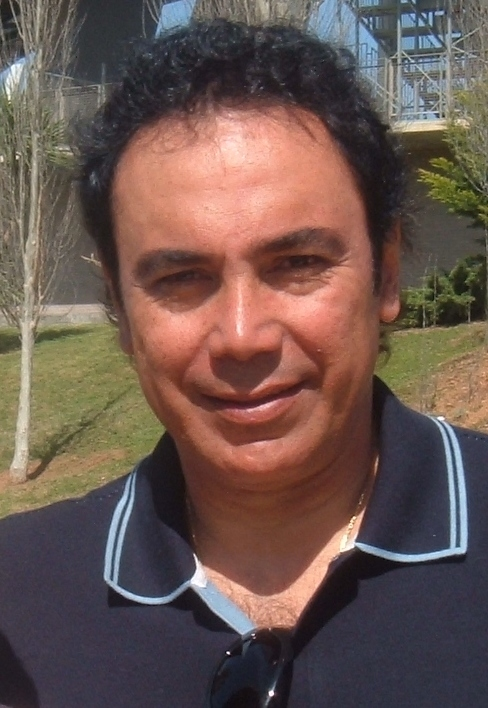
Hugo Sánchez, en su último año con el Atlético de Madrid, logró su primer Pichichi.

| Pos. | Jugador            | Equipo             | Goles | Partidos |
| ---- | ------------------ | ------------------ | ----- | -------- |
| 1º   | Hugo Sánchez       | Atlético de Madrid | 19    | 33       |
| 2º   | Jorge Valdano      | Real Madrid        | 17    | 26       |
| 3º   | Steve Archibald    | Barcelona          | 15    | 32       |
| 4º   | Michel Pineda      | Espanyol           | 14    | 32       |
|      | Luis Mario Cabrera | Atlético de Madrid | 14    | 19       |
| 6º   | Wilmar Cabrera     | Valencia           | 12    | 28       |
|      | Jesús Orejuela     | Osasuna            | 12    | 32       |
| 8º   | Roberto Figueroa   | Real Murcia        | 11    | 25       |
|      | Jorge Alonso       | Real Valladolid    | 11    | 32       |
|      | Roberto Fernández  | Valencia           | 11    | 30       |
|      | Bernd Schuster     | Barcelona          | 11    | 32       |

## Otros premios

### Trofeo Zamora
Juan Carlos Ablanedo, en su primera temporada como portero titular del Real Sporting de Gijón, logró el Trofeo Zamora al guardameta menos goleado del campeonato, siendo el primer jugador del club gijonés en recibir este premio. El trofeo se decidió en la última jornada entre el arquero del Sporting y el del Athletic Club, Andoni Zubizarreta, en un enfrentamiento directo entre sus dos equipos. Para asegurarse el Zamora, Ablanedo no terminó el encuentro y fue sustituido, entre los abucheos del público de San Mamés, en el minuto 61, con el partido con 2-0 para los bilbaínos, que con un gol más hubiesen logrado el premio para su portero.
Para optar al premio fue necesario disputar 60 minutos en, como mínimo, 28 partidos.
| Pos. | Jugador                 | Equipo              | Goles | Partidos | Promedio |
| ---- | ----------------------- | ------------------- | ----- | -------- | -------- |
| 1º   | Juan Carlos Ablanedo    | Sporting            | 22    | 33       | 0,66     |
| 2º   | Andoni Zubizarreta      | Athletic Club       | 23    | 33       | 0,69     |
| 3º   | Francisco Javier Urruti | Barcelona           | 25    | 33       | 0,75     |
| 4º   | Ángel Jesús Mejías      | Atlético de Madrid  | 26    | 29       | 0,89     |
| 5º   | Luis Miguel Arconada    | Real Sociedad       | 32    | 33       | 0,96     |
| 6º   | Pedro Alba              | Racing de Santander | 33    | 33       | 1,00     |
| 7º   | Miguel Ángel González   | Real Madrid         | 32    | 30       | 1,06     |
| 8º   | Andoni Cedrún           | Real Zaragoza       | 35    | 33       | 1,06     |
| 9º   | Fernando Peralta        | Málaga              | 36    | 33       | 1,09     |
| 10.º | Thomas N'Kono           | Espanyol            | 38    | 32       | 1,18     |

### Premios Don Balón
- Mejor jugador / Número 1 Ranking Don Balón: Migueli (F. C. Barcelona)
- Mejor jugador español: Migueli (F. C. Barcelona)
- Mejor jugador extranjero: Bernd Schuster (F. C. Barcelona)
- Mejor entrenador: Terry Venables (F. C. Barcelona)
- Once ideal: Urruti (F. C. Barcelona); Quique Sánchez (Valencia CF), Miguel Ángel (RCD Español), Migueli (F. C. Barcelona), J. Alberto (F. C. Barcelona); Zúñiga (RCD Español), Schuster (F. C. Barcelona), Quique Ramos (Atlético de Madrid); Quique Setién (Racing de Santander), Hugo Sánchez (Atlético de Madrid) y Butragueño (Real Madrid)

## Entrenadores
| Equipo              | Entrenador (jornadas)                                             |
| ------------------- | ----------------------------------------------------------------- |
| Athletic Club       | Javier Clemente (1-34)                                            |
| Atlético de Madrid  | Luis Aragonés (1-34)                                              |
| Barcelona           | Terry Venables (1-34)                                             |
| Real Betis          | José Alzate (1-27) Luis Cid (28-34)                               |
| Elche               | Antonio Ruiz Cervilla (1-18) Carlos Macià Bonet (19-34)           |
| Espanyol            | Xabier Azkargorta (1-34)                                          |
| Hércules            | Carlos Jurado (1-18) Humberto Núñez (19-20) Antoni Torres (21-34) |
| Málaga              | Antonio Fernández Benítez (1-34)                                  |
| Real Murcia         | Eusebio Ríos (1-26) Vicente Carlos Campillo (27-34)               |
| Osasuna             | Iván Brzić (1-34)                                                 |
| Real Madrid         | Amancio Amaro (1-33) Luis Molowny (34)                            |
| Racing de Santander | José María Maguregui (1-34)                                       |
| Real Sociedad       | Alberto Ormaetxea (1-34)                                          |
| Sevilla             | Manolo Cardo (1-34)                                               |
| Sporting de Gijón   | José Manuel Díaz Novoa (1-34)                                     |
| Valencia            | Roberto Gil (1-34)                                                |
| Real Valladolid     | Fernando Redondo (1-34)                                           |
| Real Zaragoza       | Enzo Ferrari (1-34)                                               |